# Macintosh 128K
Il Macintosh, spesso abbreviato in Mac, è un personal computer commercializzato da Apple Computer (oggi Apple Inc.) dal 24 gennaio 1984 al 1º ottobre 1985. Dopo l'introduzione del Macintosh 512K (essenzialmente lo stesso computer, ma con la memoria RAM portata a 512 KB), per distinguerlo da quest'ultimo è stato ribattezzato Macintosh 128K.
Da questo sono derivati in seguito diversi personal computer comunemente indicati come Macintosh classici. È il capostipite dell'omonima famiglia di computer tuttora commercializzata ed all'epoca è stato considerato un prodotto rivoluzionario, che ha cambiato il mondo dei computer rendendo il loro uso facile ed intuitivo grazie alla sua innovativa interfaccia grafica che ha ispirato altri sistemi a finestre come Windows.
Il nome è stato scelto da Jef Raskin, l'esperto di interfacce di computer che ne sviluppò il progetto, che ha chiamato così il computer per via della qualità (cultivar) di mele che preferiva, le McIntosh.

## Storia

### Nascita del Mac
Il progetto vide la luce nel 1979, quando Jef Raskin riuscì ad ottenere la direzione di Annie (poi rinominata Macintosh), una piccola divisione di sviluppo interna alla Apple parallela a quella del Lisa. Raskin voleva creare un computer piccolo ed economico, da vendere a meno di 1000 dollari, con un display da 5": per contenere i costi decise perciò di usare il poco costoso microprocessore Motorola 6809. Nel 1980 Steve Jobs, che era stato da poco estromesso dal gruppo di sviluppo del Lisa, iniziò ad interessarsi al Macintosh. Fu lui a imporre agli altri membri del team il passaggio al Motorola 68000, microprocessore più potente rispetto a quello precedentemente usato, necessario per poter supportare l'interfaccia grafica vista allo Xerox PARC. Lo scontro tra Raskin, che voleva un prodotto economico, e Jobs, che non voleva che la qualità fosse subordinata al prezzo, fu inevitabile. 
Nel 1981 l'allora CEO di Apple Michael Scott decise di risolvere la questione affidando la divisione Macintosh a Jobs. Una delle prime cose che egli fece fu quella di ampliare il team (provò anche a convincere, senza successo, Steve Wozniak, impiegato nella divisione Apple II, a far parte del gruppo), che in breve si trasferì in una nuova sede all'interno di un edificio che fu ribattezzato "Texaco Towers", sia perché locato vicino ad un distributore Texaco sia perché in precedenza il gruppo di sviluppo del Lisa si era trasferito in un edificio denominato "Taco Towers". Durante la progettazione del Mac Jobs lavorò molto per migliorarne il design, impegnandosi anche nei dettagli che in pochi avrebbero notato, come i componenti interni.
Secondo il progetto iniziale di Raskin il computer avrebbe dovuto avere uno sviluppo orizzontale, con la tastiera che doveva chiudersi a sportello sul fianco anteriore, in stile Osborne 1, per favorire la trasportabilità del sistema. A Jobs però quel tipo di soluzione non piaceva e così agli inizi del 1981 assunse Jerry Manock, un designer industriale, con il quale sviluppò la soluzione della scocca verticale con il video integrato. Il processo di sviluppo fu però lungo ed articolato poiché Jobs faceva modificare spesso ciò che lo studio di design proponeva, con il risultato che il primo prototipo reale basato sul design definitivo si ebbe solo agli inizi del 1982.
A livello grafico una grossa differenza con Lisa fu l'adozione dei cosiddetti "punti quadrati" (square dots). Il Lisa aveva una risoluzione dello schermo di 720×360 pixel: il fatto che l'immagine fosse larga il doppio di quanto fosse alta comportava il fatto che, per mantenere le dovute proporzioni, i pixel dell'immagine dovevano essere alti il doppio rispetto a quanto fossero larghi, cioè rettangolari. Se questo non rappresentava un problema per le applicazioni basate su testo, lo era invece nel caso dei programmi di grafica. Per il Macintosh fu scelta una risoluzione più convenzionale di 512×342 pixel, permettendo così di adattare meglio l'immagine al formato dei monitor di allora e di ottenere dei pixel quadrati. Grazie ad essi i progettisti poterono lavorare all'interfaccia grafica senza avere i problemi di rapporto delle dimensioni dei pixel presenti sul Lisa.
Per l'interfaccia grafica Jobs insistette affinché essa fosse in grado di generare rettangoli con gli angoli arrotondati. Bill Atkinson lavorò al software apportando le modifiche necessarie affinché le librerie grafiche QuickDraw fossero in grado di disegnare quanto richiesto. I rettangoli con gli angoli arrotondati furono poi così largamente utilizzati da caratterizzare l'interfaccia del Macintosh.
Il computer doveva essere commercializzato nel 1983 ma per i numerosi problemi hardware e software la data prestabilita saltò. Inoltre, durante lo sviluppo, fu chiaro a Jobs ed alla sua squadra che il concorrente diretto del Macintosh non sarebbe più stato il Lisa ma il PC IBM, che si stava affermando sul mercato in maniera forte. Per contrastare questo computer il progetto del Macintosh fu rivisto in corso d'opera: fu deciso di dotare il computer di 128 KB di RAM e di sostituire il floppy da 5"¼ con le nuove e più capienti unità da 3"½ prodotte dalla Sony. Il computer fu terminato solo a metà del 1983 e fu deciso di presentarlo nel mese di gennaio del 1984.
Approssimandosi la commercializzazione, iniziò anche il dibattito sul prezzo di vendita. Il computer, nei piani originali di Raskin, sarebbe dovuto costare intorno ai 500 dollari, ma un più plausibile prezzo di vendita era stato fissato, nei primi tempi, intorno ai 1.000 dollari. La scelta di basare il sistema su un'interfaccia grafica obbligò non solo ad adottare una CPU più potente ma anche ad aumentare la memoria del computer per poter gestire il buffer video, raddoppiando la RAM e portandola da 64 a 128 KB, mentre per alloggiare il firmware finale fu necessario incrementare la ROM da 8 a ben 64 KB. Anche l'adozione dell'unità floppy da 3"½ della Sony comportò un aggravio di costi perché inizialmente era stato previsto un diverso tipo di unità, sviluppata direttamente dalla Apple. Tutte le modifiche apportate avevano fatto lievitare i costi di sviluppo, ed il gruppo del Macintosh stimò un prezzo di vendita di circa 1.995 dollari. L'allora amministratore delegato di Apple, John Sculley, impose invece, nonostante le resistenze dello stesso Jobs, un prezzo di vendita del Macintosh di 2.495 dollari sia per discostarsi dal prezzo dell'Apple II sia perché con i 500 dollari aggiuntivi decise di finanziare una grossa campagna promozionale del computer.

### Promozione e commercializzazione
Nella primavera del 1983 Jobs cominciò a pensare alla campagna di marketing per il lancio del Mac. Il progetto fu affidato all'agenzia Chiat/Day, che sviluppò uno spot di 60 secondi basato sullo slogan "Perché il 1984 non sarà come 1984", un chiaro riferimento al romanzo di George Orwell. Il filmato, girato da Ridley Scott e diretto da Lee Clow, era incentrato sulla figura di una ragazza con la sagoma di un Macintosh disegnata sulla maglietta nell'intento di liberare l'umanità dal controllo del Grande Fratello: nell'immaginario di Jobs ciò doveva rappresentare la Apple come l'unica forza rimasta in grado di contrastare il predominio di IBM nel mondo dei computer. Nonostante l'iniziale ostilità del consiglio di amministrazione Jobs, aiutato da Mike Murray, responsabile marketing di Apple, riuscì ad ottenere l'approvazione per trasmettere lo spot, che fu mandato in onda prima dell'inizio del terzo quarto del XVIII Superbowl. Il successo fu enorme, tanto che venne definito sia da Advertising Age che da TV Guide, come il miglior filmato pubblicitario di tutti i tempi.
Il lancio ufficiale del Macintosh venne fissato per il 24 gennaio 1984, lo stesso giorno dell'assemblea degli azionisti dell'azienda, all'auditorium Flint del De Anza Community College. L'evento fu un successo. Fu deciso che Jobs avrebbe sfilato da una valigetta il computer appoggiato sopra ad una colonna posta al centro del palco e che sul Macintosh sarebbe stato eseguito un programma appositamente scritto che avrebbe mostrato le potenzialità grafiche e sonore del computer. Per facilitare la visione al pubblico le immagini generate dal computer vennero replicate anche su uno schermo di proiezione posto dietro a Jobs, mentre in sottofondo fu riprodotta "Chariots of Fire", la colonna sonora del film Momenti di Gloria. Fu lo stesso Mac, ad inizio presentazione, a salutare direttamente il pubblico grazie all'uso di una voce sintetizzata:
(Testo recitato dal Macintosh durante la presentazione del 1984)
La presentazione creata per l'evento era però troppo grande in termini di dimensioni e non poteva essere caricata nella memoria del computer. Per questo motivo fu utilizzato il prototipo del Macintosh 512K, dotato appunto di 512 KB di RAM, mascherandolo nella scocca del Mac presente sul palco.

### Accoglienza
Dopo un primo periodo non esaltante, il computer raccolse un buon successo. Nonostante non offrisse possibilità di espansione, non avesse un disco rigido, avesse poca memoria e gestisse solo floppy a singola faccia, la sua interfaccia grafica era un passo in avanti rispetto ai PC e alle interfacce testuali dei programmi DOS.
Le vendite del Mac crollarono però nella seconda metà del 1984, principalmente a causa della scarsa disponibilità di programmi pubblicati per il computer e della dotazione di soli 128 kB di memoria, per la maggior parte occupata dal sistema operativo. Dopo aver caricato in memoria il sistema operativo e un applicativo, difficilmente rimanevano più di 10 kB per l'area di lavoro. Il problema dei pochi programmi fece lentamente orientare molti dei possibili acquirenti verso il PC IBM: nonostante fosse meno facile da usare del Mac e meno accattivante, offriva un parco software molto più ricco, con fogli elettronici, programmi di videoscrittura e gestione database, mentre il Mac poteva offrire solo MacPaint e MacWrite. La poca memoria non permetteva al Mac di eseguire compiti complessi, e molti sviluppatori non realizzarono applicazioni importanti per il Mac proprio per questo motivo. Entrambi i problemi furono risolti con l'introduzione del Macintosh 512K, detto "Fat Mac" ("Mac grasso") per la memoria quadruplicata rispetto al modello originale, e le vendite si risollevarono.
Anche se veniva ormai preferito il 512k, il 128k aveva ancora il vantaggio del costo decisamente inferiore. Espandere la memoria del 128k divenne praticamente una necessità, infatti diverse ditte commercializzarono kit di espansione da 128 a 512 kB, o era possibile realizzarli a livello amatoriale.

## Descrizione

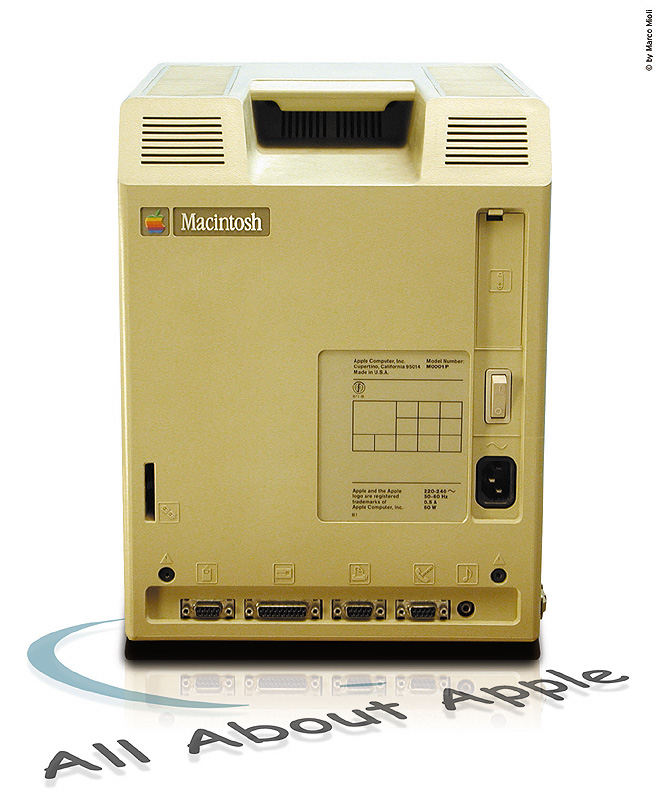
Vista posteriore con connettori

Il computer era alloggiato all'interno di un case realizzato in materiale plastico di colore beige fornito di una rientranza nella parte superiore posteriore che poteva essere utilizzata come maniglia per il trasporto dello stesso.
Il primo modello di Macintosh non era espandibile. Era stato progettato come un dispositivo autosufficiente e completo, alla stregua di un qualsiasi elettrodomestico, come un aspirapolvere o un televisore. Era fornito di 128 KB di memoria RAM, un buon quantitativo se si pensa che lo standard erano 64 KB: aveva quindi una memoria doppia rispetto agli altri computer. Era dotato di connettori solo per collegare la tastiera, il mouse, la stampante (inizialmente la ImageWriter, in seguito si aggiunse anche la LaserWriter), il modem, il floppy disk esterno e un altoparlante monofonico. Tutte le periferiche utilizzavano connettori proprietari e diversi, il che impediva all'utente di inserire uno spinotto in una presa errata, ma nello stesso tempo lo legava ai prodotti Apple, almeno nella fase iniziale (accenni di questa strategia commerciale sono ritrovabili anche in molti prodotti Apple successivi).
Il computer comprendeva un alloggiamento (drive) per un floppy disk da 3,5" e 400 KB di capacità e non supportava nessun disco rigido. All'epoca un singolo floppy disk era ritenuto più che sufficiente per contenere l'intero sistema operativo, le applicazioni più comuni (all'inizio erano disponibili solo MacWrite e MacPaint, inclusi nella dotazione di serie) e i file creati dall'utente: il floppy disk da 400 KB era considerato molto capiente se paragonato ai 128 KB che offrivano i floppy disk della concorrenza e veniva quindi usato come oggi si usa l'hard disk principale dei PC. Molti utenti preferivano comunque bloccare la scrittura sul floppy del sistema operativo e utilizzarne un secondo per i programmi e i dati; per evitare i continui cambi di dischetto, molti acquistavano il drive esterno per floppy disk prodotto da Apple (al costo di 495 dollari), in modo da avere a disposizione due drive, uno per il floppy del sistema operativo (che veniva inserito ogni volta che si accendeva l'elaboratore e restava sempre inserito durante l'utilizzo) e uno per salvare i propri dati.
L'unità "computer + monitor" originale comprendeva un monitor monocromatico da 9 pollici in grado di mostrare immagini con una definizione di 72 punti per pollice; questo tipo di monitor verrà utilizzato in molti modelli futuri. La tastiera non era dotata di tastierino numerico separato e non aveva i tasti freccia: quest'ultima fu una scelta di Steve Jobs, che intendeva così "obbligare" gli utenti a usare il mouse ed abituarsi alla nuova interfaccia. Il mouse aveva un solo tasto. Il Macintosh non era dotato di alcuna ventola di raffreddamento ed era quindi un computer molto silenzioso, in quanto Steve Jobs era il principale sostenitore dei computer senza ventola. La mancanza della ventola però provocò danni causati da surriscaldamenti a numerosi computer e quando Jobs venne estromesso da Apple gli ingegneri finalmente poterono inserire la ventola nei case in modo da risolvere questo problema.
Il primo Macintosh risultò molto più venduto del Lisa ma non ebbe un enorme successo commerciale: il prodotto era ben riuscito ma il mercato chiedeva ad Apple qualcosa in più. La dirigenza di Apple Computer ne era conscia e infatti proseguì sulla strada dei Macintosh, commercializzando in seguito il Macintosh 512K, che ebbe un'accoglienza decisamente migliore da parte del pubblico.

### Caratteristiche tecniche
- CPU: Motorola 68000 a 7,83 MHz
- Memoria:
  - RAM: 128 KB
  - ROM: 64 KB
- Video:

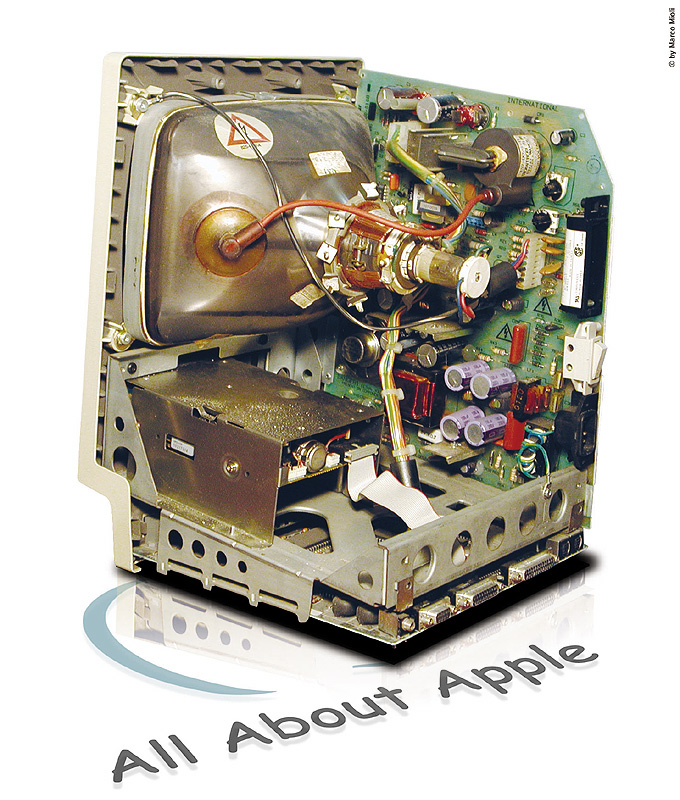
Interno

  - monitor monocromatico integrato da 9"
  - risoluzione grafica di 512×342 pixel
- Audio: 4 voci con 12 ottave a 22 kHz
- Unità floppy da 3,5" e 400 KB
- Porte di espansione:
  - interne: nessuna
  - esterne: 2 porte seriali per mouse e modem, 1 porta per stampante, 1 porta per un'unità floppy esterna, 1 uscita audio
- Tastiera: separata, 59 tasti
- Sistema operativo: System 1.0
- Misure:
  - peso: 7,5 kg
  - dimensioni: 34,5×24,4×27,7 cm

## Firme degli sviluppatori
Steve Jobs si reputava un artista e chiedeva a tutto il gruppo di sviluppo del Macintosh di considerarsi artisti essi stessi. Dato che gli artisti firmano le proprie opere, a Jobs venne l'idea di far firmare il Macintosh da coloro che avevano contribuito a crearlo. Dopo che la forma finale del computer fu definita, Jobs riunì il 10 febbraio 1982 tutti gli sviluppatori e fece apporre ad ognuno di essi la propria firma su un grosso foglio. Steve Jobs firmò per ultimo. Dal foglio le firme furono poi riportate in rilievo sulla faccia interna del pannello posteriore del computer. Le firme sono rimaste anche sui modelli successivi, venendo poi tolte a partire dal Macintosh Classic.

## Stolen from Apple
Vista l'affermazione commerciale dell'Apple II molte aziende avevano clonato il computer di Apple, rivendendolo con nomi diversi. Tra queste aziende, la Franklin Computer aveva addirittura copiato l'intera ROM per garantire una compatibilità al 100% con la macchina originale. Apple denunciò la Franklin Computer ma riuscì a vincere la causa solo in seconda udienza, quando la Apple riuscì a convincere il giudice che il codice contenuto nella ROM poteva essere protetto da copyright (all'epoca la legislazione americana sul brevetto software non era ancora ben chiara).
Pensando che il successo del Macintosh avrebbe potuto invogliare qualche produttore a clonarlo, Steve Jobs decise di inserire nel firmware del computer una porzione di codice capace di far apparire sul monitor del computer il messaggio "Stolen From Apple" ("rubato alla Apple"), così da poter dimostrare immediatamente, in un eventuale dibattimento, la provenienza del firmware. Fu perciò disegnata un'icona con la suddetta scritta che fu poi mascherata con un algoritmo di compressione affinché non fosse facilmente rintracciabile ad un esame diretto della memoria. Infine fu scritto un piccolo programma per far visualizzare sullo schermo l'icona decompressa. Tale programma era totalmente scollegato dal resto del software del sistema e poteva essere eseguito solo richiamandolo direttamente, con il comando G 40E118 inserito dal terminale. L'icona ed il relativo programma furono inseriti anche nei successivi modelli di Macintosh.

## Galleria d'immagini

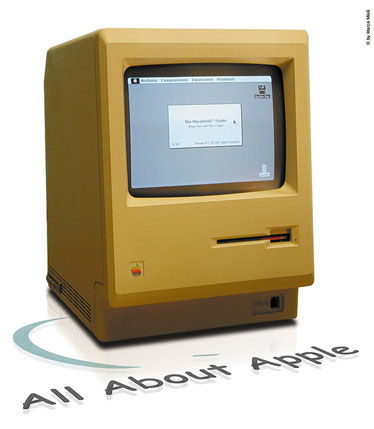
Vista anteriore
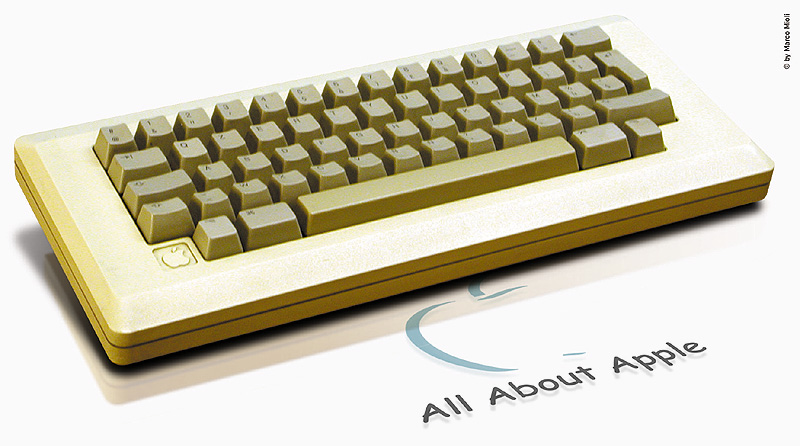
Tastiera del Mac
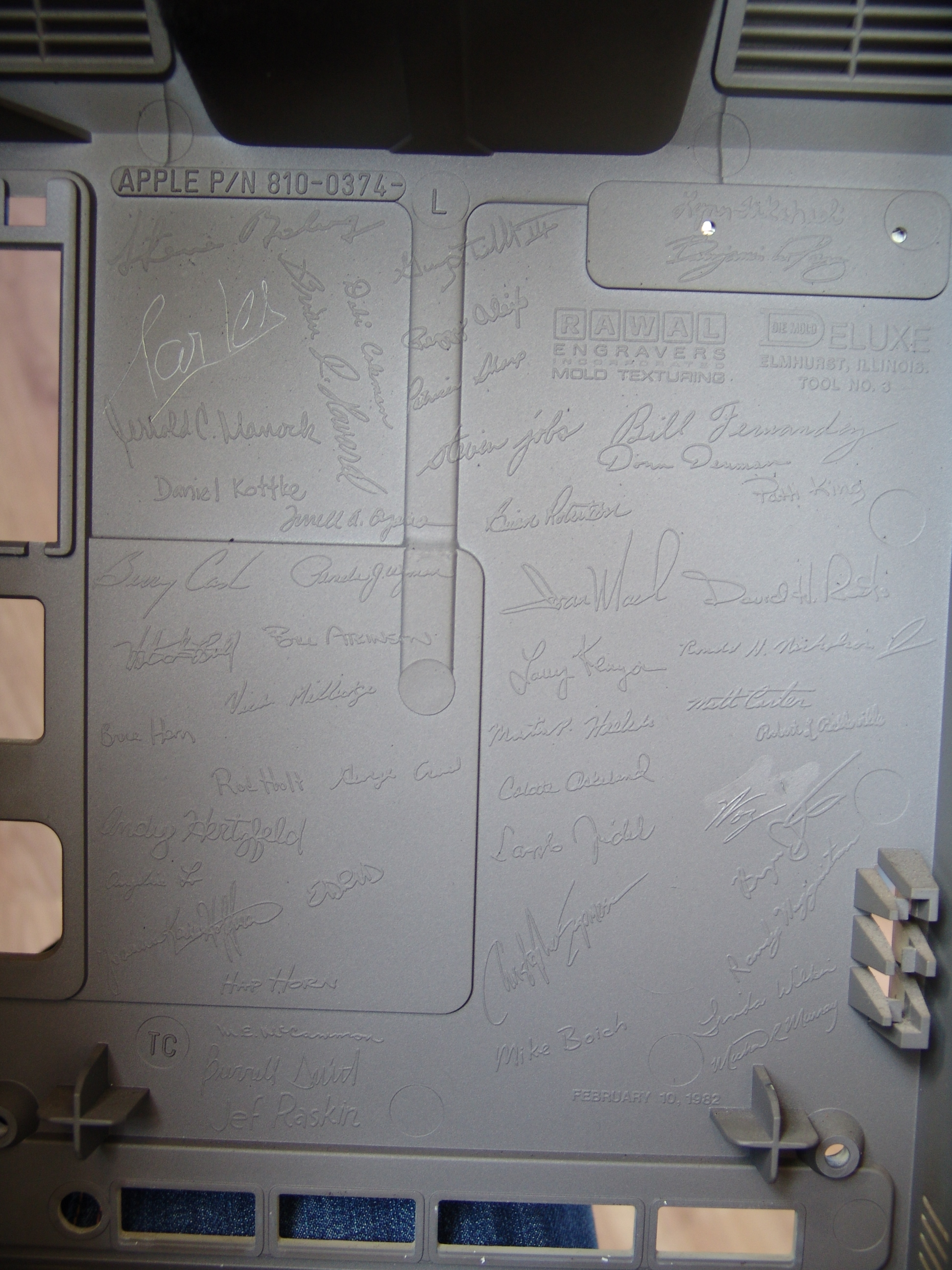
L'interno del computer con le firme degli sviluppatori
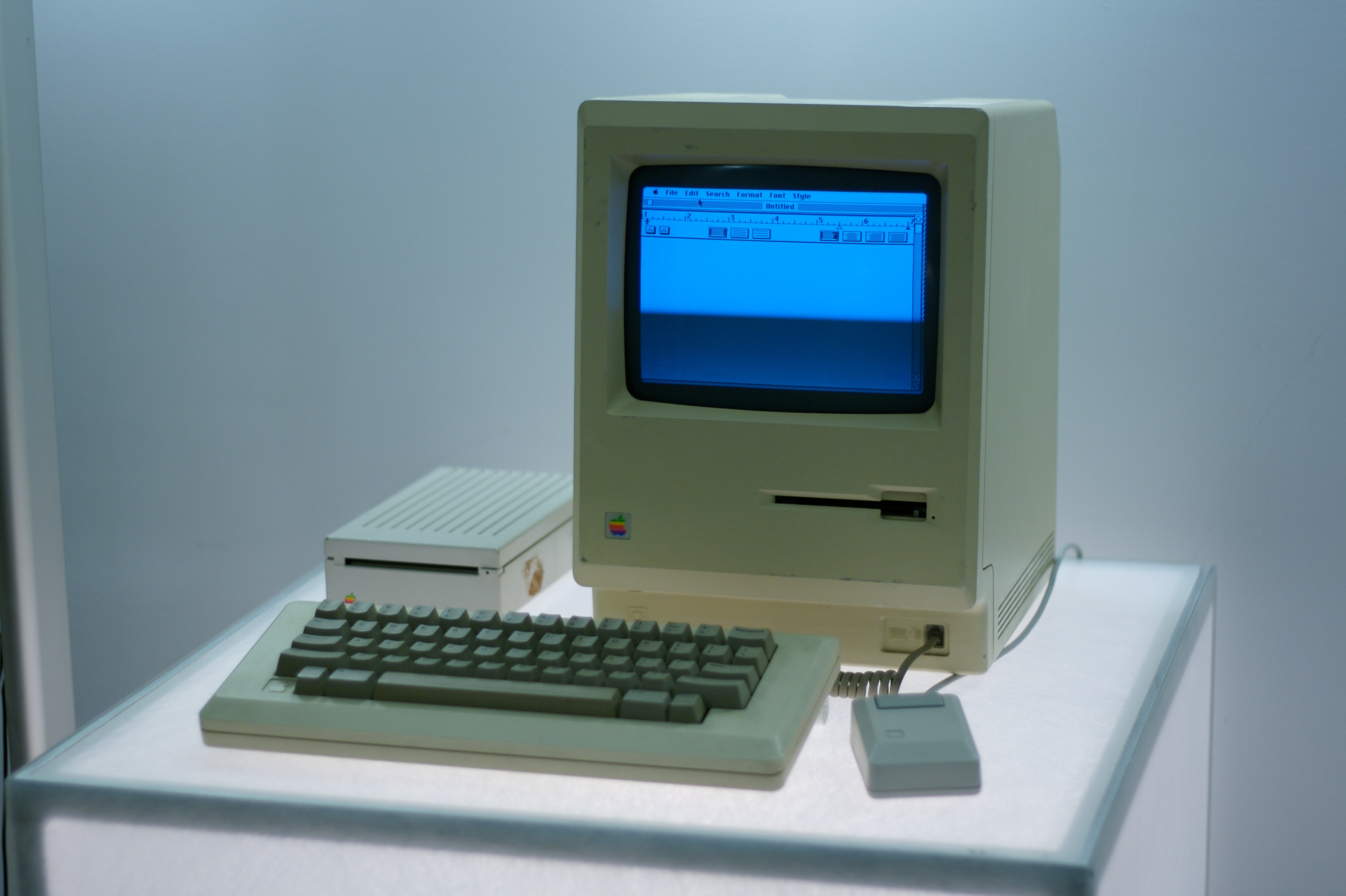
Un Macintosh con il lettore di floppy esterno

## Influenza culturale
Il film I pirati di Silicon Valley (1999) narra la storia di come sono nate e cresciute due realtà della Silicon Valley, Microsoft ed Apple, e del processo di sviluppo del Macintosh, compresa la lavorazione allo spot 1984.